# Алые паруса

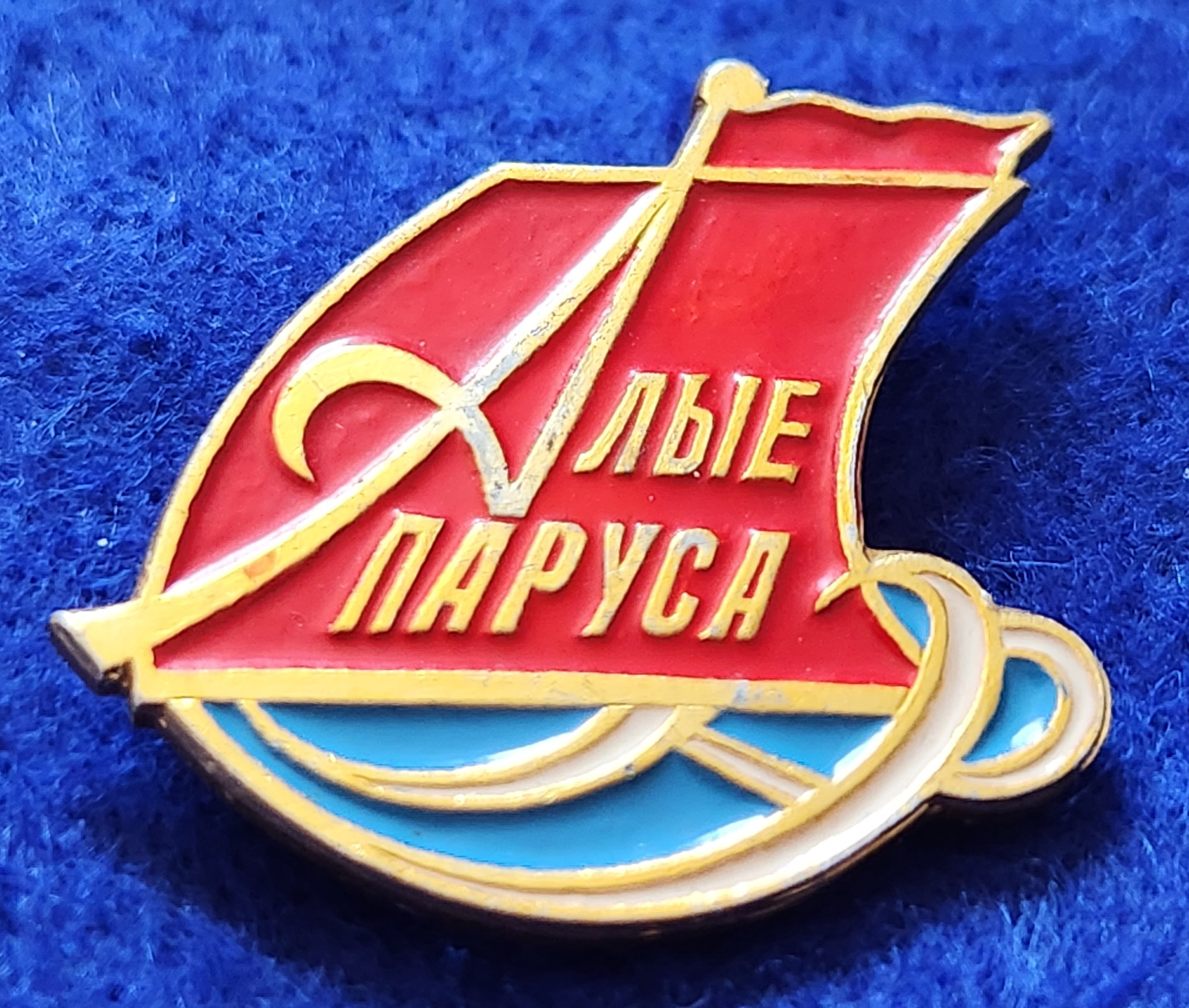
Алые паруса, значок

«А́лые паруса́» — повесть-феерия Александра Грина о непоколебимой вере и всепобеждающей мечте, о том, что каждый может сделать для близкого чудо. Написана в 1916—1922 годах. Писатель посвятил её своей второй жене Нине («Нине Николаевне Грин подносит и посвящает Автор. ПБГ, 23 ноября 1922 г.»).

## История создания
Первые заметки, относящиеся к «Алым парусам», Александр Грин начал делать в 1916 году. В черновиках к роману «Бегущая по волнам» (1925) автор так описал первое появление замысла повести:

У меня есть «Алые паруса» — повесть о капитане и девочке. Я разузнал, как это происходило, совершенно случайно: я остановился у витрины с игрушками и увидел лодочку с острым парусом из белого шёлка. Эта игрушка мне что-то сказала, но я не знал — что, тогда я прикинул, не скажет ли больше парус красного, а лучше того — алого цвета, потому что в алом есть яркое ликование. Ликование означает знание, почему радуешься. И вот, развёртывая из этого, беря волны и корабль с алыми парусами, я увидел цель его бытия. 
Грин писал эту повесть почти пять лет. В одном из первых черновиков действие феерии происходило в послереволюционном Петрограде (как в рассказе «Крысолов»), затем автор решил перенести героев в свою «Гринландию». Летом 1919 года 38-летнего Грина призвали в Красную Армию связистом, черновики повести Грин всюду носил с собой в походной сумке. Вскоре он заболел сыпным тифом и почти на месяц попал в Боткинские бараки.
После выздоровления Грину при содействии Горького весной 1920 г. удалось получить академический паёк и жильё — комнату в «Доме искусств» на Невском проспекте, 15. Соседи вспоминали, что Грин жил отшельником, почти ни с кем не общался, но именно здесь он написал своё самое знаменитое, трогательно-поэтическое произведение — феерию «Алые паруса». «Трудно было представить, что такой светлый, согретый любовью к людям цветок мог родиться здесь, в сумрачном, холодном и полуголодном Петрограде, в зимних сумерках сурового 1920 года; и что выращен он человеком внешне угрюмым, неприветливым и как бы замкнутым в особом мире, куда ему не хотелось никого впускать», — вспоминал Всеволод Рождественский. В числе первых этот шедевр восторженно оценил Максим Горький, часто читавший своим гостям эпизод появления перед Ассоль сказочного корабля.
Предварительная работа над «Алыми парусами» была закончена в начале декабря 1920 года. В дальнейшем автор неоднократно вносил в рукопись правки. Белового автографа повести не сохранилось.
Глава «Грэй» была напечатана в газете «Вечерний телеграф», № 1 от 8 мая 1922 года. Целиком, в виде отдельной книги, повесть была опубликована в 1923 году. Повесть включалась во все собрания сочинений писателя.
Повесть переведена на китайский, английский, немецкий, испанский, французский, итальянский, греческий, литовский, латышский, украинский, белорусский, польский, болгарский, венгерский, вьетнамский и турецкий языки.

## Сюжет
Повесть начинается историей о девочке Ассоль, которая потеряла свою мать, когда ей было всего восемь месяцев. Ассоль жила в деревушке Каперна со своим отцом — моряком Лонгреном. Отец, человек замкнутый и нелюдимый, после отставки стал делать и продавать игрушки — искусно изготовленные модели парусников и пароходов, чтобы заработать себе и маленькой дочери на жизнь.
Земляки не очень жаловали бывшего моряка, особенно после одного случая. Как-то во время жестокого шторма местный лавочник и трактирщик Меннерс был унесён в своей лодке далеко в море. Единственным свидетелем этого оказался Лонгрен. Он спокойно курил трубку на пирсе, наблюдая, как тщетно взывает к нему Меннерс. Лишь когда стало очевидным, что тому уже не спастись, Лонгрен прокричал ему, что вот так же и его жена Мери просила некогда того о помощи, но не получила её и умерла.
Лавочника на шестой день подобрал среди волн пароход, и тот перед смертью рассказал о виновнике своей гибели.
Не рассказал он лишь о том, как пять лет назад жена Лонгрена обратилась к нему с просьбой дать немного денег взаймы. Она только что родила Ассоль. Роды были нелёгкими, и почти все оставленные деньги ушли на лечение, а муж ещё не вернулся из плавания. В качестве необходимого условия помощи Меннерс потребовал любви. Женщина отказалась, в непогоду отправилась в город заложить кольцо, простудилась и умерла от воспаления лёгких. Так Лонгрен остался вдовцом с маленькой дочерью на руках и не мог уже больше ходить в море.
Весть о таком демонстративном бездействии Лонгрена поразила жителей деревни, их дети кричали Лонгрену, что это он послал ко дну Меннерса. Недоброжелательство перешло чуть ли не в ненависть и обратилось также на ни в чём не повинную Ассоль, которая росла наедине со своими фантазиями и мечтами и как будто не нуждалась ни в сверстниках, ни в друзьях.
Однажды, когда Ассоль было восемь лет, отец отправил её в город с новыми игрушками, среди которых была миниатюрная яхта с алыми шёлковыми парусами. Дорога шла через лес. Девочка спустила кораблик в ручей. Поток понёс его и увлёк к устью. Ассоль побежала за уплывшей игрушечной яхтой и увидела незнакомца, державшего в руках её кораблик. Это был старый Эгль — «собиратель песен, легенд, преданий и сказок». Он отдал игрушку Ассоль и поведал о том, что пройдут годы, и, когда она вырастет и станет взрослой, за ней однажды на таком же корабле под алыми парусами приплывёт принц и увезёт в далёкую страну.
Девочка рассказала об этом отцу. Нищий, случайно слышавший её рассказ, разнёс слух о корабле и «заморском принце» по всей Каперне. Теперь дети издевались над ней, кричали вслед: «Эй, висельница! Красные паруса плывут!» Так она прослыла полоумной.
Артур Грэй, единственный отпрыск знатной и богатой фамилии, рос в родовом замке, в атмосфере предопределённости каждого нынешнего и будущего шага. Это, однако, был мальчик с очень живой душой, готовый осуществить своё собственное жизненное предназначение. Был он решителен и бесстрашен.
Хранитель их винного погреба Польдишок рассказал ему, что в одном месте зарыты две бочки аликанте времён Кромвеля: цвет его темнее вишни, а густое оно, как хорошие сливки. Бочки сделаны из чёрного дерева, на них двойные медные обручи, на которых написано: «Меня выпьет Грэй, когда будет в раю». Это вино никто не пробовал и не попробует, так как доподлинно неясно, что имеется в виду под раем. Счастье? Но рай ли оно ? «Я выпью его, — сказал Грэй, топнув ногой, и сжал ладонь в кулак: — Рай? Он здесь!..»
При всем этом он был в высшей степени отзывчив на чужую беду, и его сочувствие всегда выливалось в реальную помощь. Так, он повёл к доктору обварившуюся служанку, сам для эксперимента обварившись, чтобы понять, насколько больно Бетси, и ей же, не имеющей приданого, чтобы обвенчаться с конюxом, подложил свои сбережения, чтобы свадьба состоялась.
В библиотеке замка его поразила картина какого-то знаменитого мариниста. Она помогла ему понять себя. Грэй тайно покинул дом и поступил на шхуну «Ансельм». Капитан Гоп был добрым человеком, но суровым моряком. Оценив ум, упорство и любовь к морю молодого матроса, Гоп решил «сделать из щенка капитана»: познакомить с навигацией, морским правом, лоцией и бухгалтерией. В двадцать лет Грэй купил трёхмачтовый галиот «Секрет» и плавал капитаном на нём четыре года. Судьба привела его в Лисс, в полутора часах ходьбы от которого находилась Каперна.
С наступлением темноты Грэй и матрос Летика, взяв удочки, отплыли на лодке в поисках подходящего для рыбной ловли места. Под обрывом за Каперной они оставили лодку и развели костёр. Летика отправился ловить рыбу, а Грэй улёгся у костра. Утром он пошёл побродить, как вдруг в зарослях увидел спящую Ассоль. Он долго разглядывал поразившую его девушку, а уходя, снял с пальца старинное кольцо и надел на её мизинец.
Затем они с Летикой дошли до трактира Меннерса, где теперь хозяйничал молодой Хин Меннерс. Тот рассказал, что Ассоль — местная полоумная, мечтающая о принце и корабле с алыми парусами, и что её отец — виновник гибели старшего Меннерса и ужасный человек. Сомнения в правдивости этих сведений у Грэя усилились, когда пьяный угольщик заверил, что трактирщик врёт. Грэй и без посторонней помощи успел кое-что понять в этой необыкновенной девушке, разгадать её душу. Она знала жизнь в пределах своего опыта, но сверх того видела в явлениях смысл иного порядка, делая множество тонких открытий, непонятных и ненужных жителям Каперны.
Капитан во многом и сам был таким же, немного «не от мира сего». Он отправился в Лисс и отыскал в одной из лавок алый шёлк, из которого приказал сделать паруса. В городе он встретил старого знакомого — бродячего музыканта Циммера — и попросил к вечеру прибыть на «Секрет» со своим оркестром, так как Грэй будет праздновать помолвку
Алые паруса привели в недоумение команду, как и приказ идти к Каперне. Тем не менее, утром «Секрет» вышел под алыми парусами и к полудню уже был в виду Каперны.
Ассоль была потрясена зрелищем белого корабля под алыми парусами, с палубы которого лилась музыка. Ассоль бросилась к морю, где уже собрались жители Каперны, увидевшие своими глазами, что приплывшие к Ассоль «Алые паруса» — истина, а не фантазия, из-за которой они считали Ассоль сумасшедшей. Когда появилась Ассоль, все смолкли и расступились. От корабля отделилась лодка, в которой стоял Грэй, и направилась к берегу. Через некоторое время Ассоль уже была в каюте. Всё совершилось так, как и предсказывал старик Эгль.
В тот же день открыли бочку столетнего вина, которое никто и никогда ещё не пил, так как Грэй решил, что рай это счастье в любви. Наутро корабль был уже далеко от Каперны, унося поверженный необыкновенным вином Грэя экипаж. Не спал только Циммер. Он тихо играл на своей виолончели и думал о счастье.

## Стилевые особенности
Из воспоминаний жены писателя: «Грин говорил, что, бывает, часы проводит над фразой, добиваясь наивысшей полноты её выражения, блеска». Он был близок к символистам, которые пытались расширить возможности прозы, дать ей больше измерений — отсюда частое употребление метафор, парадоксальные сочетания слов и т. д.
Образец гриновского стиля на примере из «Алых парусов»:

Она умела и любила читать, но и в книге читала преимущественно между строк, как жила. Бессознательно, путём своеобразного вдохновения она делала на каждом шагу множество эфирно-тонких открытий, невыразимых, но важных, как чистота и тепло. Иногда — и это продолжалось ряд дней — она даже перерождалась; физическое противостояние жизни проваливалось, как тишина в ударе смычка, и всё, что она видела, чем жила, что было вокруг, становилось кружевом тайн в образе повседневности.

## Критика
В 1955 году в книге «Золотая роза» Константин Паустовский следующим образом оценил значение повести: «Если бы Грин умер, оставив нам только одну свою поэму в прозе „Алые паруса“, то и этого было бы довольно, чтобы поставить его в ряды замечательных писателей, тревожащих человеческое сердце призывом к совершенству».
Как отмечает литературовед Ольга Ерёмина: «Как всякое выдающееся художественное произведение, феерия Грина „Алые паруса“ многослойна по содержанию: перечитывая её заново, можно каждый раз открывать новые яркие образы и исследовать глубину мысли автора, стремиться к тому, чтобы эта книга стала, по словам Грина, „тем нужным словом в беседе души с жизнью, без которого трудно понять себя“».

## Адаптации

### Экранизации
- «Алые паруса» (1961), реж. Александр Птушко.
- Алые паруса (1978), телеспектакль, реж. Галина Самойлова. В роли Ассоль: Елена Коренева, в роли Грея: Евгений Герасимов.[13]
- «Ассоль» (1982), экспериментальная работа режиссёра Бориса Степанцева, которая построена на видеосовмещении актёра с рисованной декорацией[14].
- «Правдивая история об Алых парусах» (2010), реж. Александр Стеколенко.
- «Алые паруса» (2022, в оригинале L’Envol, «Взлет», в англоязычном прокате Scarlet, «Алый») режиссёра Пьетро Марчелло[15], фильм совместного производства Франции, Италии и Германии[16].

### Театральные постановки

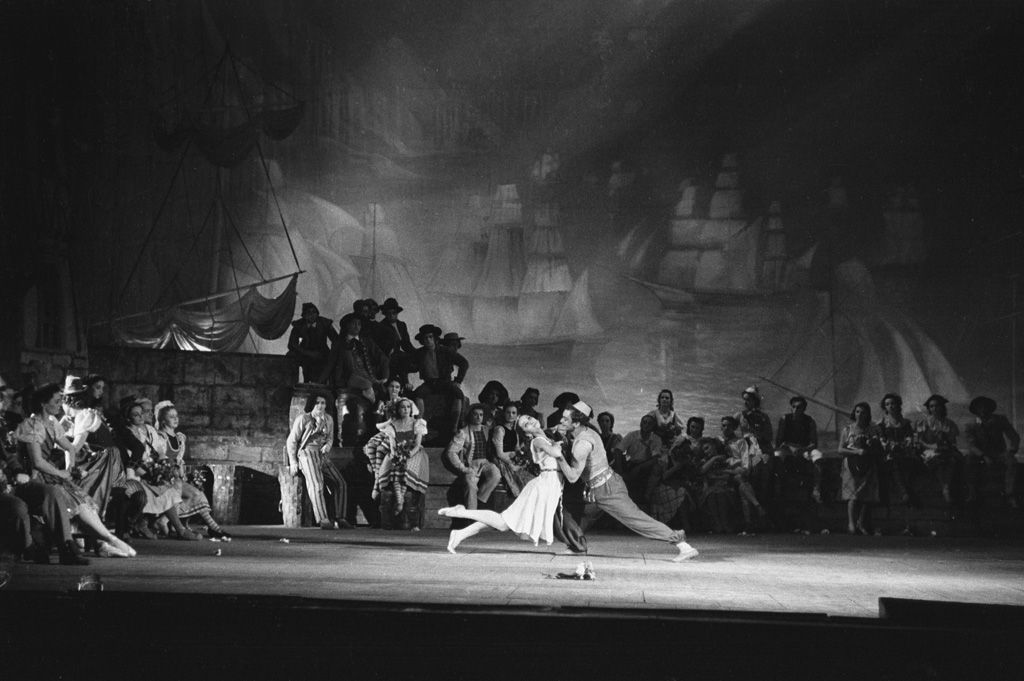
Балет В. Юровского «Алые паруса». (ГАБТ, 1943 г.)

- «Алые паруса» — балет В. М. Юровского, Большой театр, 1943 г.
- «Алые паруса» (1978) — дипломный спектакль выпускников факультета кукольного искусства Музыкального училища им. Гнесиных, создавших под руководством Л. А. Хаита знаменитый театр «Люди и куклы» (Грей — В. Гаркалин, Ассоль — кукла)
- «Алые паруса» — рок-опера Андрея Богословского. Записана ВИА «Музыка» в 1975 г.
- Мюзикл «Алые паруса» (2007)  Архивная копия от 17 мая 2009 на Wayback Machine, композитора Валерия Лесовская и поэта-песенника Ларисой Дреминой.
- «Алые паруса» — музыкальный спектакль театра-фестиваля «Балтийский дом». Инсценировка Эдуарда Гайдая, режиссёр-постановщик — Раймундас Банионис, композитор — Фаустас Латенас. Премьера в Санкт-Петербурге, в 2008 г.
- «Алые паруса» — музыкальная феерия по пьесе Михаила Бартенева и Андрея Усачёва. РАМТ, 2009 г. Постановщик — Алексей Бородин, музыка — Максим Дунаевский.
- «Ассоль» — музыкальная феерия по пьесе Павла Морозова в Луганском областном академическом русском драматическом театре (2010). Постановщик — Олег Александров, композитор Михаил Мордкович.  Архивная копия от 13 июля 2015 на Wayback Machine
- Музыкальная феерия «Ассоль» по пьесе Павла Морозова, Жамбылский областной русский драматический театр (Казахстан). Премьера — 13 ноября 2010.  Архивная копия от 12 июля 2015 на Wayback Machine
- Спектакль «Алые паруса», «Театр на Спасской» (Киров). Режиссёр — Борис Павло́вич. Премьера 20 мая 2011 года.  Архивная копия от 2 апреля 2013 на Wayback Machine
- Мюзикл Максима Дунаевского «Алые паруса» в театре «Свободное пространство» (2011). Либретто Михаила Бартенева и Андрея Усачёва. Постановщик — А. Михайлов.
- Музыкальный спектакль «Алые паруса» по пьесе Павла Морозова в Иркутском областном театре юного зрителя. Постановщик — Ксения Торская. 2011 год.  Архивная копия от 15 июня 2015 на Wayback Machine
- «Алые паруса» в Братском драматическом театре. Постановщик — Валерий Шевченко. 2008 год.
- Мюзикл-драма «Алые паруса». Московский мюзикл-театр «Монотон». Музыка А. Богословского. Либретто И. Чистозвоновой. 2010 год.
- Спектакль «Алые паруса» по пьесе Павла Морозова на сцене Чувашского государственного театра оперы и балета. Режиссёр-постановщик Анатолий Ильин. Композитор Ольга Нестерова. 2011 год.
- Спектакль «Пристань алых грёз» в Иркутском областном театре кукол «Аистёнок» по мотивам произведений «Алые паруса» и «Бегущая по волнам». Автор — Александр Хромов. Режиссёр — Юрий Уткин. Премьера — 21 марта 2012 года. Архивная копия от 12 ноября 2013 на Wayback Machine
- Спектакль «Алые паруса» Павла Морозова в Театре «Серебряный Остров». Постановщик — заслуженная артистка Украины Людмила Лымарь. (Киев, Украина). 2011 год.
- Театральная феерия «Алые паруса» на сцене Дзержинского театра драмы. Авторы инсценировки — Александр Расев и Валентин Морозов. Режиссёр-постановщик В. Морозов. 2012 год. Архивная копия от 24 августа 2013 на Wayback Machine
- Мюзикл «Алые паруса» в новосибирском театре «Глобус» на музыку Максима Дунаевского в постановке Нины Чусовой. 2012 г.
- Премьера спектакля «Алые паруса» по пьесе «Ассоль» Павла Морозова в Брянском Театре юного зрителя. Постановщик — Лариса Леменкова. 2012 г.  Архивная копия от 15 июня 2015 на Wayback Machine

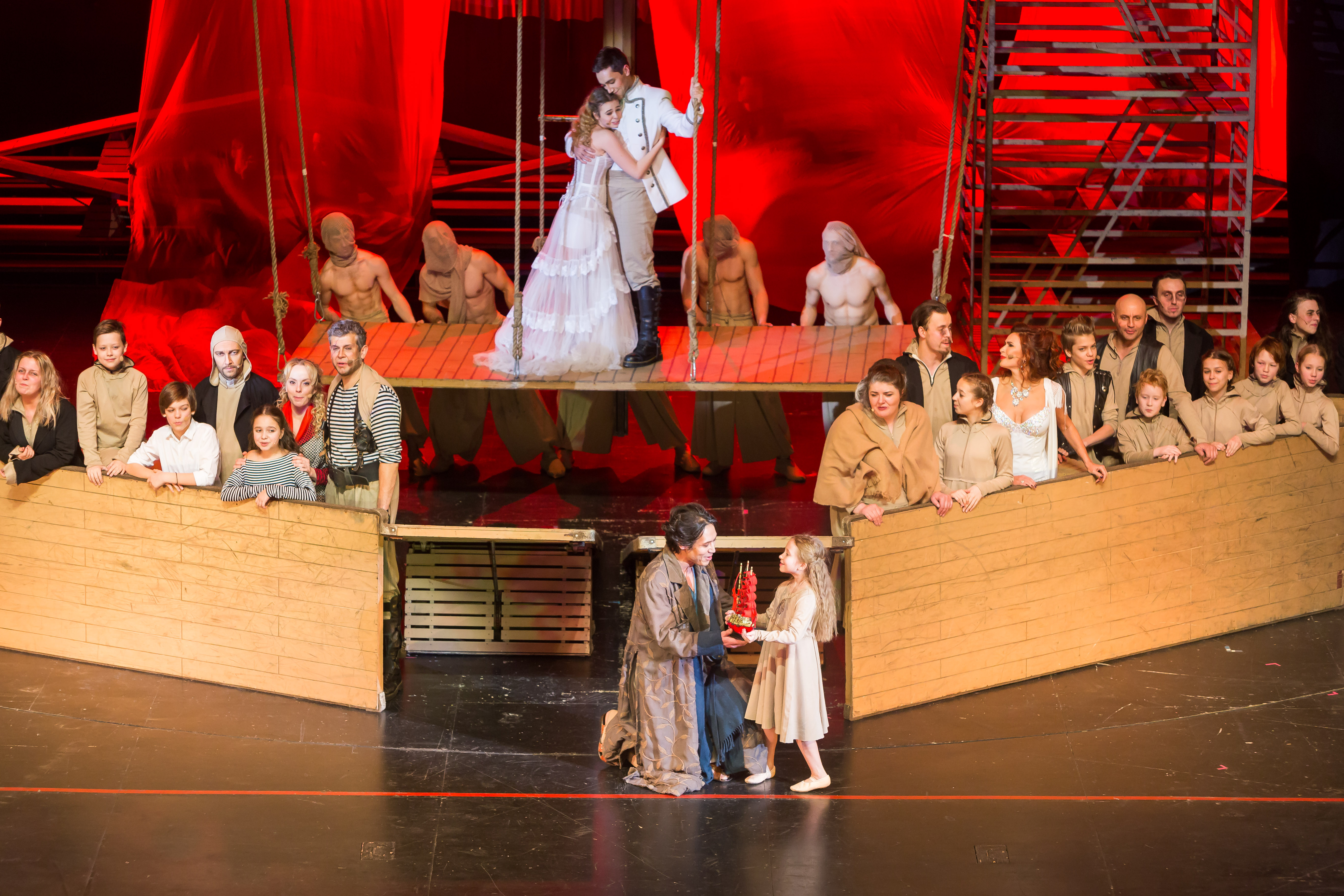
Мюзикл «Алые паруса» М. Дунаевского. (2019 г.)

- Мюзикл «Алые паруса» на музыку Максима Дунаевского в Пермском академическом Театре-Театре. Режиссёр-постановщик Борис Мильграм. 2012 г. Премия «Золотая маска» в номинации «Оперетта-мюзикл / Работа режиссёра»[17].
- Музыкальная феерия «Алые паруса» в Самарском академическом театре драмы им. М. Горького. Режиссёр — Раймундас Банионис (Литва). 2009 г.
- Музыкальный спектакль «Ассоль» по пьесе Павла Морозова, в Новошахтинском театре драмы. Постановщик — Ксения Торская. 2012 г. Архивная копия от 19 июля 2013 на Wayback Machine
- Мюзикл «Алые паруса» на музыку Максима Дунаевского в Вологодском областном театре юного зрителя. Постановщик — народный артист России Борис Гранатов. 2012 г.
- Мюзикл «Алые паруса» на музыку Валерии Лесовской в Музыкальном театре Кузбасса им. А. Боброва. Постановщик — Дмитрий Вихрецкий. 2012 г.  Архивная копия от 3 февраля 2014 на Wayback Machine
- Мюзикл-шоу «Алые паруса» по А. Грину в Молодёжном театре Узбекистана. 2012 г.
- Музыкальный спектакль «Алые паруса» по пьесе «Ассоль» Павла Морозова в Донецком академическом областном русском ТЮЗе. Постановщик — Олег Александров. Сценография — заслуженный деятель искусств Украины Владимир Медведь. Композитор — М. Мордкович. 2013 год.
- Балет «Ассоль» в Белорусском государственном академическом музыкальном театре. Композитор — Владимир Савчик. Автор либретто и балетмейстер-постановщик — народный артист Беларуси Владимир Иванов. 2013 г.
- Премьера музыкального спектакля «Ассоль» по пьесе Павла Морозова в Волгоградском казачьем музыкально-драматическом театре. Постановщик и композитор — Сергей Чвокин. 2013 год.
- Спектакль Пензенского театра юного зрителя «Там, где сбываются мечты» по мотивам «Алых парусов». Постановщик — Дарья Самоукова. 2013 г.

- Мюзикл «Алые паруса» на музыку Максима Дунаевского на сцене Московского Театра Мюзикла. Режиссёр-постановщик — Дмитрий Белов. По мотивам либретто Михаила Бартенева и Андрея Усачёва. Премьера 18 октября 2013 г.
- Музыкальный спектакль «Алые паруса» по пьесе Павла Морозова «Ассоль» в Новгородском академическом театре драмы имени Ф. М. Достоевского. Постановщик Сергей Гришанин. Композитор — засл. деятель искусств Украины М. Мордкович. 2014 г.
- Музыкальная фантазия «Алые паруса» в Ярославском ТЮЗе. Постановщик Игорь Ларин. 2014 г.
- Спектакль «Алые паруса» по пьесе «Ассоль» Павла Морозова в Государственном академическом русском театре для детей и юношества Казахстана им. Н. Сац. Постановщик — засл. арт. Республики Таджикистан Султан Усманов, композитор — Максим Германцев (Алма-Ата, Казахстан). 2014 г.
- Мюзикл «Алые паруса» на музыку и слова Оксо, театр «Невидимки». Режиссёры-постановщики — Оксо и Илья Небослов. Премьера 13 июля 2013 года.
- Спектакль «Алые паруса» по пьесе «Ассоль» Павла Морозова в Акмолинском областном русском драматическом театре. Режиссёр-постановщик — О. Луцива (Кокшетау, Казахстан).  Архивная копия от 23 мая 2018 на Wayback Machine 2014 г.
- Мюзикл «Алые паруса» на музыку Максима Дунаевского на сцене театра «Русская песня». Режиссёр-постановщик — Светлана Горшкова. По мотивам либретто Михаила Бартенева и Андрея Усачёва. Премьера 13 февраля 2015 г.
- Мюзикл «Алые паруса» на музыку Максима Дунаевского в Театре для детей и молодёжи «свободное пространство» (г. Орел). Режиссёр-постановщик — Александр Михайлов. По мотивам либретто Михаила Бартенева и Андрея Усачёва.
- Мюзикл «Алые паруса» на музыку Максима Дунаевского на сцене Ивановского музыкального театра (г. Иваново) по мотивам либретто Михаила Бартенева и Андрея Усачёва. Режиссёр — А.Лободаев, дирижёр — Д.Щудров, художник — засл.работник культуры России В.Новожилова, балетмейстер — В.Лисовская, хормейстер — Я.Бабурина. . Премьера мюзикла состоялась 22 апреля 2016 года.
- Музыкальная феерия «Алые паруса» по пьесе «Ассоль» Павла Морозова на сцене Ставропольского академического театра драмы им. М. Ю. Лермонтова. Режиссёр-постановщик — нар.арт. РФ Наталья Зубкова. 2016 г. Архивная копия от 17 мая 2017 на Wayback Machine.
- Мюзикл «Алые паруса» Максима Дунаевского по либретто Михаила Бартенева и Андрея Усачёва, в Иркутском театре музыкальной комедии.  Архивная копия от 28 марта 2016 на Wayback Machine. 2016 г.
- Музыкальная феерия в Краснодарском академическом театре драмы имени Горького. Постановщик — Алла Решетникова.
- Романтическая феерия «Алые паруса. Ассоль» по пьесе Павла Морозова в Государственном академическом русском театре драмы им. М. Горького . Астана, Казахстан. 2017 г.
- Музыкальный спектакль Алтайского театра музыкальной комедии. Композитор — Максим Дунаевский. Постановщик — Константин Яковлев.  Архивная копия от 18 ноября 2016 на Wayback Machine. 2017 г.
- Спектакль «Таптал долгунугар уйдаран» (Ассоль. Алые паруса) по пьесе Павла Морозова в Саха академическом театре им. П. А. Ойунского. Постановщик — Сергей Потапов.  (недоступная ссылка). 2017 г.
- Пластическая феерия в Херсонском музыкально-драматическом театре им. Н.Кулиша. Либретто и постановка — Александр Бельский.  Архивная копия от 22 октября 2018 на Wayback Machine
- Романтическая феерия «Ассоль» по пьесе Павла Морозова в Винницком музыкально-драматическом театре имени Н. К. Садовского (на украинском языке) Постановщик — Оксана Бандура. (Винница, Украина, 2018)  Архивная копия от 9 января 2019 на Wayback Machine
- Музыкальная феерия в двух действиях для всей семьи «Алые паруса» в Приморском краевом драматическом театре молодёжи. Постановщик : Лидия Василенко. (Владивосток, 2018)  Архивная копия от 9 января 2019 на Wayback Machine
- Романтическая феерия «БІРТҮРЛІ ЖАН» (Алые паруса) по пьесе Павла Морозова «Ассоль» в Молодёжном театре «ДАРИҒА-АЙ» государственного казахского музыкально-драматического театра им. Абая . Перевод — С.АБЕДИНОВА. Постановщик — Гаухар Адай. (Семей, Казахстан, 2018)  Архивная копия от 9 января 2019 на Wayback Machine
- Мюзикл «Алые паруса» (либретто — Александр Вратарев, музыка Виктории Васалатий и Юрия Кондратюка) в Одесском академическом театре музыкальной комедии (Одесса, Украина, 2018)  Архивная копия от 9 января 2019 на Wayback Machine
- Музыкальный спектакль «Ассоль» по пьесе Павла Морозова в Национальном музыкально-драматическом театре Республики Тыва им. В.Кок-оола. Режиссёр-постановщик — главный режиссёр Национального театра Республики Тыва, заслуженный артист Российской Федерации, народный артист, почётный работник культуры Монголии Алексей Ооржак. Перевод — Эрик Донгак (Кызыл, Тыва, РФ)  Архивная копия от 10 января 2019 на Wayback Machine
- Мюзикл «Алые паруса» М.Дунаевского (либретто Усачев, Бартенев) в Государственном национальном театре удмуртской республики Постановщик — Заслуженный артист УР А.Ложкин, (Ижевск, 2018)  Архивная копия от 9 января 2019 на Wayback Machine
- Музыкальная феерия «Алые паруса» по пьесе Павла Морозова «Ассоль» в Zerkalo Musical Theater (Музыкальный Театр «Зеркало»), Reston, Virginia, USA. Постановщик — Ольга Предит. Музыка — Максима Дунаевского  Архивная копия от 1 февраля 2019 на Wayback Machine
- Музыкальный спектакль «Алые паруса» в Национальном молодёжном театре им. Мустая Карима (Уфа). Постановщик — Мусалим Кульбаев. Композитор Ришат Сагитов. Архивная копия от 1 февраля 2019 на Wayback Machine
- По мотивам феерии Грина в Санкт-Петербурге в акватории Невы с начала XXI века ежегодно ставится театрализованное представление «Алые паруса», приуроченное к окончанию обучения в средней школе.

### Музыка
- Песня барда Владимира Ланцберга «Алые паруса» и тематически примыкающая к ней песня «А зря никто не верил в чудеса».
- Песня Юрия Чернавского (на слова Леонида Дербенёва) «Зурбаган», исполнитель — Владимир Пресняков-младший (1985).
- Песня «В гости к Грину» Дмитрия Галицкого на стихи А. Федина, исполнители Дмитрий Галицкий (1988); Сергей Беликов (1989).
- Песня «Ассоль» группы «Неприкасаемые», с альбома «Брёл, брёл, брёл» (1994).
- «Ассоль и Серый» — песня группы «Зимовье Зверей» с альбома «Как взрослые» (2006).
- Инструментальный New-Age, альбом Андрея Климковского «Алые паруса» (2000).
- Мюзикл «Алые паруса» Максима Дунаевского по либретто Михаила Бартенева и Андрея Усачёва (2010).
- «Алые паруса» — песня Игоря Саруханова (2010).
- «Ассоль» — песня и название музыкального альбома Татьяны Снежиной.
- «Глупенькая песня (Ассоль)» — песня группы «Чиж & Co».
- Песня «Ассоль» Павла Кашина.
- Песня «Ассоль» советской рок-группы «Маршал».
- Песня Алексея Свиридова «Алые паруса 70 лет спустя».[18]
- Песня Андрея Коробова «Монолог для Ассоль Архивная копия от 28 сентября 2020 на Wayback Machine»
- Цикл песен Оксо (театр «Невидимки») для мюзикла «Алые паруса»: «Пролог», «Соседи», «Встреча Эгля и Ассоль», «Песня Эгля», «Секрет», «Песня Грэя», «Маяк», «Алые паруса», «Колыбельная Лонгрена», «Морволк», «Там вдалеке».
- Песня «Алые паруса» группы «Зоопарк».
- Песня «Алые паруса» Московской speed/power-metal-группы «Троя».
- Песня «Алые паруса» группы «Белая Гвардия»

### Скульптуры
Скульптура главной героини феерии — Ассоль — установлена:
- в парке имени С. М. Кирова в городе Киров[19];
- в городе Геленджик на центральной набережной, в районе ул. Ангулем;
- на набережной города Ханты-Мансийск;
- в городе Череповец, на ул. Ленина.

В 1968 году в городе Слободском в честь повести А. Грина, а также чтобы ознаменовать пятидесятилетие ВЛКСМ, был установлен обелиск «Алый парус».